# Sacrées Momies
Pour plus de détails, voir Fiche technique et Distribution.
Sacrées Momies (Mummies) est un film d'animation espagnol en 3D réalisé par Juan Jesús García Galocha, sorti en 2023,.

## Synopsis
Sous les pyramides d’Égypte se trouve un royaume fabuleux, où les momies conduisent des chars, rêvent de devenir des pop stars et vivent à l’écart de la civilisation humaine. Mais lorsqu’un archéologue sans scrupule pille un de leurs trésors, Thut et la princesse Nefer, fiancés malgré eux, se voient contraints de faire équipe et de se rendre dans le monde des vivants. Accompagnés par le frère de Thut et son crocodile domestique, ils vont vivre une aventure hors du commun à Londres et former une amitié inattendue.

## Fiche technique
Sauf indication contraire, les informations mentionnées dans cette section peuvent être confirmées par la base de données cinématographiques IMDb,  présente dans la section « Liens externes ».
- Titre original : Mummies
- Titre français et québécois : Sacrées Momies
- Réalisation : Juan Jesús García Galocha
- Co-réalisation :
- Scénario : Javier López Barreira, Jordi Gasull
- Musique : Fernando Velázquez
- Société de production : 4 Cats Pictures, Anangu Grup, Moomios Movie AIE et ESCine Español
- Société de distribution : Warner Bros.
- Pays d'origine :  Espagne
- Langue originale : Espagnol
- Format : Couleur - 2,39:1 - son Dolby Digital / DTS / Dolby Surround 7.1 / Dolby Atmos / Auro 11.1
- Genre : Animation, aventure, comédie et fantastique
- Durée : 88 minutes
- Dates de sortie :
  - États-Unis : 24 février 2023
  - France : 8 février 2023

## Distribution

### Voix originales
- Joe Thomas : Thut
- Eleanor Tomlinson : Nefer
  - Karina Pasian : Nefer (voix chantée)
- Celia Imrie : Mme Carnaby
- Hugh Bonneville : Lord Sylvester Carnaby
- Sean Bean : Pharaon
- Shakka : Ed
- Santiago Winder : Sekhem
- Dan Starkey : Danny et Dennys

### Voix françaises
- Anthony Audoux : Thut
- Lou Jean : Nefer[3]
- Anne Plumet : Mme Carnaby
- Patrick Bonnel : Lord Sylvester Carnaby
- François-Éric Gendron : Pharaon
- Baptiste Marc : Ed
- Aurélien Boullier De Branche : Sekhem
- Guillaume Bouchède : Danny et Dennys
- Jean-Michel Vaubien : Radamès
- Jacques Bouanich : le prêtre
- Agathe Cemin : Usi
- Cylia Assohou : Aïda
- Gérôme Gallo, Rachel Pignot, Jeanne Jerosme : chœurs

Version française dirigée par Virginie Méry (dialogues) et Georges Costa (chansons) au studio Dubbing Brothers, d'après une adaptation des dialogues de Juliette Caron.
 Source et légende : version française (VF) sur RS Doublage et carton du doublage français.

## Distinction

### Nomination
- Goyas 2024 : meilleur film d'animation